# The Flower Kings
The Flower Kings es una banda de rock progresivo liderada por el compositor y guitarrista sueco Roine Stolt. Sus orígenes se remontan a 1994 cuando el mencionado artista graba el disco The Flower King junto a músicos invitados. Luego del mismo, estos últimos pasan a formar parte de una banda permanente denominada The Flower Kings.
Desde entonces han editado casi una decena de discos en estudio y varios más en vivo. Han girado por Europa, Norteamérica, Sudamérica y Japón. Aun así mantienen un status de culto.

## Su música
Se caracteriza por largas composiciones y audaces interpretaciones, agregando en vivo una sana dosis de improvisación. Las influencias van desde la psicodelia de fines de los '60, pasando por Frank Zappa, Jimi Hendrix, Pink Floyd, King Crimson, Genesis y Yes. Párrafo aparte merecen sus letras, las cuales intentan reflejar la filosofía de vida de Stolt.

## Integrantes actuales
Con el lanzamiento de su último álbum de estudio, Waiting For Miracles, publicado en 2019, el guitarrista Roine Stolt incorpora a dos nuevos músicos en la banda: el teclista, bajista y guitarrista estadounidense Zach Kamins (en sustitución de Tomas Bodin) y al baterista italiano Mirkko DeMaio (en sustitución de Felix Lehrmann)

## Exintegrantes
Los bateristas Zoltan Csorsz, Jaime Salazar y Felix Lehrmann
El saxofonista Ulf Wallander.
El bajista Michael Stolt (hermano de Roine).
El guitarrista y cantante Daniel Gildenlöw
El teclista Tomas Bodin

## Discografía
- 2023: Look At You Now
- 2022: By Royal Decree
- 2020: Islands
- 2019: Waiting for Miracles
- 2013: Desolation Rose
- 2012: Banks of Eden
- 2007: The Sum of No Evil
- 2007: Road Back Home
- 2006: Instant Delivery (2 DVD)
- 2006: Paradox Hotel
- 2004: Adam & Eve
- 2003: Meet The Flower Kings (2 DVD en vivo)
- 2002: Unfold the Future
- 2001: The Rainmaker
- 2000: Space Revolver
- 2000: Alive on Planet Earth (en vivo)
- 1999: Flower Power
- 1997: Stardust We Are
- 1996: Retropolis
- 1995: Back in the World of Adventures
- 1994: The Flower King